# Flor de samambaia
A Flor de Samambaia é um elemento da mitologia eslava, presente também em lendas do folclore brasileiro. Não existe na realidade, porém, já que samambaia é um vegetal que se reproduz sem a participação de flores.

## Mitologia eslava
A flor é mencionada durante o Ivana Kupala, uma celebração eslava voltada para a contemplação do Solstício de Verão.
Trata-se de um ritual de fertilidade pagão. Segundo a tradição, se os ventos presentearem alguém com a sorte de uma flor de samambaia, esta pessoa conquistará amor, prosperidade e fertilidade no novo ciclo. Assim, mulheres e homens procuravam essas flores dentro de densos bosques, à meia-noite.

## No Brasil
O escritor Monteiro Lobato, em sua obra O Saci: Resultado de um inquérito, em que recolheu diversas narrativas folclóricas brasileiras, incluiu um depoimento "do senhor Belmiro Aranha", da cidade de Pitangueiras (São Paulo), relatando que a samambaia floresce apenas uma vez por ano, na noite da Sexta-Feira Santa. Aquele que colher a flor, segundo o depoimento, alcançará todas as riquezas e se tornará irresistível para todas as mulheres do mundo. A samambaia, porém, é guardada pelo Saci-pererê, que não deixa ninguém se apossar da flor.
Carlos Drummond de Andrade, em seu poema Aos santos de junho, incluído no livro Versiprosa (1967), também faz referência a essa tradição, com os versos:
Sei que não és culpado, meu querido.
Amas o fogo, a sorte, a clara de ovo,
a flor de samambaia e seu sentido
mágico, à meia-noite, para o povo